# Jürgen Wirth
Jürgen Wirth (Großbreitenbach, 20 de junio de 1965) es un deportista de la RDA que compitió en biatlón. Ganó dos medallas en el Campeonato Mundial de Biatlón, oro en 1987 y plata en 1986.

## Palmarés internacional
| Campeonato Mundial | Campeonato Mundial           | Campeonato Mundial | Campeonato Mundial |
| Año                | Lugar                        | Medalla            | Prueba             |
| ------------------ | ---------------------------- | ------------------ | ------------------ |
| 1986               | Oslo (Noruega)               | Medalla de plata   | Relevos            |
| 1987               | Lake Placid (Estados Unidos) | Medalla de oro     | Relevos            |